# Inga Kesper
Inga Kesper (Willingen, 22 de septiembre de 1968) es una deportista alemana que compitió para la RFA en biatlón. Ganó tres medallas en el Campeonato Mundial de Biatlón entre los años 1989 y 1992.

## Palmarés internacional
| Representando a la RFA   |                     |                   |        |
| Campeonato Mundial       |                     |                   |        |
| Año                      | Lugar               | Medalla           | Prueba |
| 1989                     | Feistritz (Austria) | Medalla de bronce | Equipo |
| 1990                     | Oslo (Noruega)      | Medalla de plata  | Equipo |
| Representando a Alemania |                     |                   |        |
| Campeonato Mundial       |                     |                   |        |
| Año                      | Lugar               | Medalla           | Prueba |
| 1992                     | Novosibirsk (Rusia) | Medalla de oro    | Equipo |